# Villenave-près-Béarn
Villenave-près-Béarn település Franciaországban, Hautes-Pyrénées megyében. Lakosainak száma 69 fő (2022. január 1.). Villenave-près-Béarn Momy, Bédeille, Maure, Sedze-Maubecq és Escaunets községekkel határos.

## Népesség
A település népessége az elmúlt években az alábbi módon változott:
| Lakosok száma | 54   | 50   | 57   | 59   | 63   | 64   | 66   | 67   | 69   |
|               | 2013 | 2015 | 2016 | 2017 | 2018 | 2019 | 2020 | 2021 | 2022 |